# Zacharie Noah
Zacharie Noah (Yaoundé, 2 februari 1937 – aldaar, 8 januari 2017)
was een Kameroens voetballer. Noah is de vader van voormalig tennisser Yannick Noah en de grootvader van basketbalspeler Joakim Noah.
Noah startte z'n carrière bij Stade Saint-Germain, alvorens in 1957 over te stappen naar CS Sedan. Hiermee won hij in 1961 de Coupe de France. In 1962 moest hij door een zware blessure z'n carrière noodgedwongen stopzetten. 
Zacharie Noah overleed in januari 2017 op 79-jarige leeftijd.